# Rebitagem
Rebitagem ou "Clinch" é um processo que serve para unir chapas através de deformação sem elementos adicionais, usando ferramentas especiais e assim obtendo uma união mecânica entre as chapas.

## Ferramentas
As ferramentas usadas são uma punção e uma matriz especial. Existem dois tipos básicos de matrizes: sólida de "cavidade fixa" e matrizes com componentes móveis. A punção força as duas chapas para dentro da cavidade da matriz, fazendo primeiro um embutido e quando a cavidade da matriz não permite a deformação vertical, a punção obriga os metais a fluir lateralmente. Este processo forma uma união "engargolada" permanente também conhecido como clinch.

## Usos
A rebitagem é usada principalmente na indústria automotiva, de linha branca e eletroeletrônica, onde substitui em muitos casos a soldagem a ponto. A rebitagem é um processo de deformação a frio, não requer corrente elétrica ou resfriamento de eletrodos normalmente associados com soldagem a ponto. Também não produz faíscas, vapores ou fumos. 
Adicionalmente, a força de uma união por rebitagem pode ser verificada de forma não destrutiva, usando um instrumento de medição simples, para verificar a espessura resultante no fundo da união e o diâmetro do botão produzido de acordo com o tipo de ferramenta utilizada. A vida útil das ferramentas de rebitagem está próxima de uma centena de milhar de ciclos, o que é considerado um processo muito econômico. 
Um beneficio adicional do processo de rebitagem é sua capacidade de unir chapas pré-pintadas, normalmente utilizadas na indústria de linha branca, sem afetar a superfície pintada ou galvanizada. A rebitagem também está voltada a um meio importante para unir chapas de alumínio, como por exemplo capô de automóvel, pela dificuldade de soldar a ponto o alumínio.